# فرودگاه آبی درامندویل
فرودگاه آبی درامندویل (به انگلیسی: Drummondville Water Aerodrome) یک فرودگاه خصوصی است که یک باند فرود آب دارد. این فرودگاه در کشور کانادا قرار دارد و در ارتفاع ۹۸ متری از سطح دریا واقع شده‌است.